# 漢普頓斯在博卡拉頓 (佛羅里達州)
漢普頓斯在博卡拉頓（英語：Hamptons at Boca Raton）是位於美國佛羅里達州棕櫚灘縣的一個人口普查指定地區。

## 地理
漢普頓斯在博卡拉頓的座標為26°23′09″N 80°11′04″W / 26.38583°N 80.18444°W，而該地最高點為海拔高度5米（即16英尺）。

## 人口
根據2010年美國人口普查的數據，漢普頓斯在博卡拉頓的面積為6.90平方千米，當中陸地面積為6.40平方千米，而水域面積為0.50平方千米。當地共有人口11306人，而人口密度為每平方千米1,638人。